# (2876) Aeschylus
(2876) Aeschylus es un asteroide que forma parte del cinturón de asteroides y fue descubierto por Ingrid van Houten-Groeneveld, Cornelis Johannes van Houten y Tom Gehrels desde el observatorio del Monte Palomar, Estados Unidos, el 24 de septiembre de 1960.

## Designación y nombre
Aeschylus fue designado inicialmente como 6558 P-L.
Más adelante, en 1985, se nombró en honor del dramaturgo griego Esquilo (525-456 a. C.).

## Características orbitales
Aeschylus está situado a una distancia media del Sol de 2,603 ua, pudiendo acercarse hasta 2,301 ua y alejarse hasta 2,905 ua. Tiene una excentricidad de 0,1159 y una inclinación orbital de 14,88 grados. Emplea en completar una órbita alrededor del Sol 1534 días.

## Características físicas
La magnitud absoluta de Aeschylus es 12,9.